# Cárito
Cárito foi uma imperatriz-consorte romana, esposa do imperador Joviano. Alguns historiadores duvidam que ela teria recebido o título de augusta pois não há evidências arqueológicas disto até o momento. O nome dela não aparece na obra de Amiano Marcelino, uma das principais fontes para o reino de Joviano. A fonte mais antiga onde ele de fato aparece foi no "Chronographikon syntomon", do patriarca Nicéforo. A fonte latina mais antiga foi a tradução desta obra por Anastácio Bibliotecário. Timothy Barnes considera que a ausência do nome no relato de Amiano reflete a pouca influência política de Cárito nos assuntos de governo e nota ainda que Amiano também não citou Albia Dominica, a esposa de Valente, cuja influência era igualmente pequena.

## Família
De acordo com Amiano e Zósimo, Cárito era filha de Luciliano, um comandante militar baseado em Sírmio no período final do reinado de Constâncio II. Ele havia servido como comandante no conflito contra o Império Sassânida em 350 e serviu depois como conde dos domésticos sob Constâncio Galo.
Em 358-359, Luciliano e Procópio fizeram parte da segunda embaixada enviada por Constâncio a Sapor II para negociar a paz, mas retornaram de mãos vazias. Luciliano posteriormente tentou conter o avanço das forças Juliano, o Apóstata, que marchavam contra Constâncio. Ele foi derrotado e dispensado do exército romano quando Juliano ascendeu ao trono.
Amiano e Zósimo relatam o papel do pai de Cárito no breve reinado de Joviano de formas ligeiramente diferentes. De acordo com Amiano, Luciliano foi reabilitado depois da ascensão de Joviano e foi postado em Mediolano juntamente com Valentiniano, que futuramente seria imperador. Em segredo, o imperador também lhe pediu que levasse consigo homens selecionados por sua lealdade e vigor para "apoiá-lo de acordo com as condições se apresentassem". Porém, Luciliano terminou morto logo em seguida pelos seus próprios homens depois de um falso boato dando conta de que Juliano estaria ainda vivo. O relato de Zósimo indica que Luciliano teria sido morto justamente por trazer as notícias da morte de Juliano. Em ambos os relatos, Valentiniano somente escapou com vida.

## Imperatriz
Cárito se casou com Joviano, um filho de Varroniano, tribuno dos jovianos (a guarda pessoal formada por Diocleciano) e conde dos domésticos que se retirou da vida pública durante o reinado de Juliano. Joviano serviu como primicério dos domésticos também sob Juliano. O casal teve pelo menos um filho, também chamado de Varroniano. Filostórgio alega que Varroniano tinha um irmão, mas não cita seu nome. Porém, esta breve menção é a única fonte mencionando ou mesmo sugerindo a existência de um segundo filho.
Em 26 de junho de 363, Juliano foi mortalmente ferido na Batalha de Samarra e morreu horas depois do fim do combate. Ele não tinha filhos e também não tinha apontado um herdeiro. Em 27 de junho, os demais oficiais que participavam da campanha do finado imperador elegeram um novo, Joviano, por razões obscuras. Cárito era agora a nova imperatriz.
Joviano e o jovem Varroniano serviram como consules em 364, depois que Cárito e ele se juntaram ao pai no final do ano anterior. O "Dictionary of Christian Biography and Literature to the End of the Sixth Century", de Henry Wace nota que a presença dos dois junto com o imperador pode ser determinada por uma passagem de Temístio. João Zonaras, porém, relata que Cárito e Joviano jamais se encontraram durante seu reinado, o que Wace explica indicando que Zonaras teria errado neste caso. Em 17 de fevereiro de 364, Joviano morreu em Dadastana, mas os motivos variam de acordo com o relato. Amiano, por exemplo, compara sua morte com a de Cipião, o Africano, e parece suspeitar de assassinato.
Zonaras indica que tanto Joviano quanto Cárito foram enterrados na Igreja dos Santos Apóstolos, em Constantinopla.

## Viúva
"A História do Declínio e Queda do Império Romano", de Edward Gibbon, relata que "o corpo de Juliano foi enviado para Constantinopla para ser enterrado com seus predecessores e a triste procissão foi interrompida na rua por sua esposa, Cárito, a filha do comes Luciliano, que ainda chorava a morte recente do pai e esperava secar suas lágrimas nos braços de seu marido imperial. Seu desapontamento e luto foram amargados pela ansiedade maternal. Seis semanas antes da morte de Joviano, o seu filho pequeno fora colocado na cadeira curul, adornado com o título de nobilíssimo e com as vãs insígnias do consulado. Sem saber de seu destino, o jovem real que de seu avô herdou o nome de Varroniano foi lembrado apenas pela inveja do governo de que ele era filho de um imperador. Dezesseis anos depois ele ainda estava vivo, mas já havia perdido um olho; e sua aflita mãe esperava a todo momento que a vítima inocente lhe seria arrancada dos braços para apaziguar, com seu sangue, as suspeitas de um príncipe reinante".
A referência à cegueira de Varroniano vem das "Homílias sobre Filipenses" de João Crisóstomo: "Outro ainda, seu sucessor, foi destruído por drogas nocivas e seu cálice não era mais para ele uma bebida, mas a morte. E seu filho teve um olho arrancado por medo do que poderia se seguir, mesmo ele nada tendo feito de errado". Tillemont foi o primeiro a identificar o este imperador envenenado com Joviano e o filho, com Varroniano. Gibbon e os demais seguiram esta interpretação. Tillemont acredita que Varroniano tenha sido eventualmente executado, mas não há fonte que apoie esta teoria.